# Moruya tasmanica
Moruya tasmanica là một loài Trichoptera trong họ Hydrobiosidae. Chúng phân bố ở miền Australasia.